# Palestra di Delfi
La palestra di Delfi è parte del ginnasio del santuario di Delfi. 

## La palestra
È la più antica palestra esistente del mondo greco, risale alla seconda metà del IV secolo a.C. Fu costruita su due terrazze, con la palestra e i bagni sulla terrazza inferiore. I frequenti terremoti e le frane a Delfi l'hanno danneggiata più di tutte le altre aree del ginnasio.

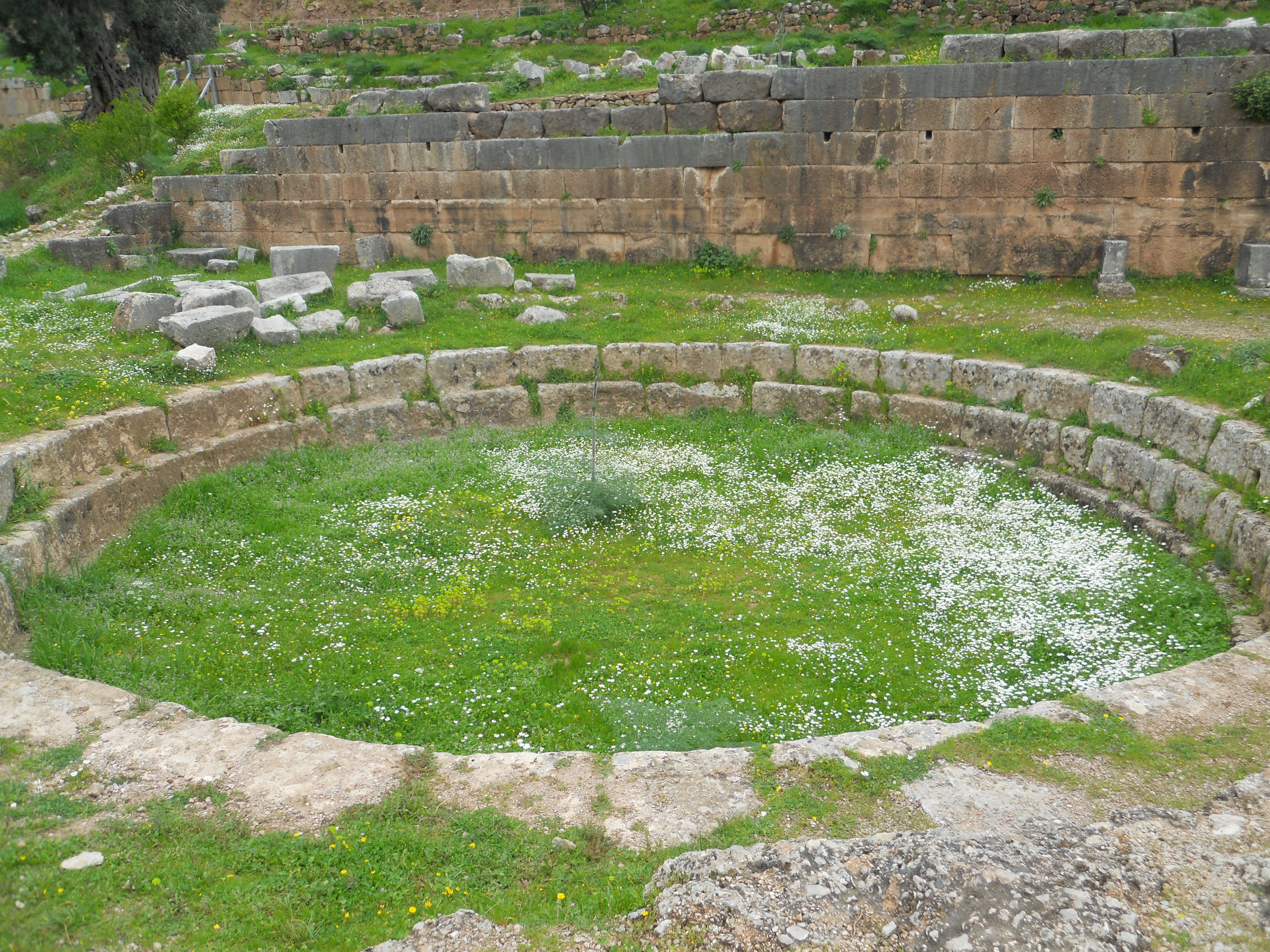
Il bagno della palestra

La palestra è piccola, misura 32 m². La corte centrale è di 14 m² con un peristilio ionico in pietra calcarea blu. La parete est della palestra è formata dal muro di sostegno per la terrazza sovrastante. Diverse stanze si aprono sui lati nord e ovest del campo. Ci sono tre stanze di dimensioni identiche (8 X 5,80 metri) lungo il lato nord della palestra. La metà delle tre stanze era di fronte a due colonne in antis e divise da un muro con una porta. Lungo il lato ovest dell'edificio ci sono anche tre stanze. La grande sala nell'angolo nord-ovest misura 11 x 6,80 metri. Spostandosi verso sud, le altre due sale misurano rispettivamente 7 x 10.70 e 11.50 x 10.70 metri.
Per la maggior parte, gli usi di queste stanze non possono essere determinati. Sono state trovate iscrizioni che indicano che tra queste stanze vi erano un apodyterion (spogliatoio) e due sphairisteria (stanze da gioco). Le altre stanze avrebbero certamente incluso una elaiothesion (deposito di olio) e konisterion (stanza della polvere), dato che la polvere e l'olio erano parti essenziali del regime atletico.
La palestra stessa non includeva nessuna sala da bagno perché un bagno era stato costruito direttamente a nord lungo la stessa terrazza. Un corridoio nel lato nord della palestra porta ai bagni. Il bagno o loutron aveva undici beccucci a testa di animale, attraverso i quali l'acqua scorreva da una sorgente vicina con dieci bacini e un grande bagno di immersione di 9,70 metri di diametro e 1,90 metri di profondità.